# 河合西駅
河合西駅（かわいにしえき）は、兵庫県小野市新部町字久保田にある、西日本旅客鉄道（JR西日本）加古川線の駅である。

## 概要
加古川駅管理の無人駅ではあるが、自動券売機が設置されている。
1940年（昭和15年）10月に建築された木造駅舎は加古川線の電化に伴い解体され、2004年（平成16年）12月に木造の簡易駅舎が完成した。

## 歴史
- 1913年（大正2年）8月10日：播州鉄道 国包駅（現在の厄神駅） - 西脇駅間の開通と同時に開業[1][3][5]。旅客営業のみ[1]。
- 1923年（大正12年）12月21日：路線譲渡により播丹鉄道の駅となる[6]。
- 1943年（昭和18年）6月1日：播丹鉄道の国有化により、鉄道省加古川線の駅となる[7]。
- 1973年（昭和48年）10月1日：荷物扱い廃止[8]。無人化[2]（ただし、1年間のみ日中に限り駅員を一人配置[9]）。
- 1987年（昭和62年）4月1日：国鉄分割民営化により西日本旅客鉄道（JR西日本）の駅となる[1]。
- 1990年（平成2年）6月1日：加古川鉄道部発足により、その管轄となる。
- 2004年（平成16年）12月19日：加古川線電化と同時に新駅舎竣工。
- 2009年（平成21年）7月1日：加古川鉄道部廃止に伴い神戸支社直轄へ変更され、加古川駅が管理するようになる[4]。
- 2016年（平成28年）3月26日：ICカード「ICOCA」の利用が可能となる[10]。ICカード専用簡易改札機で対応。

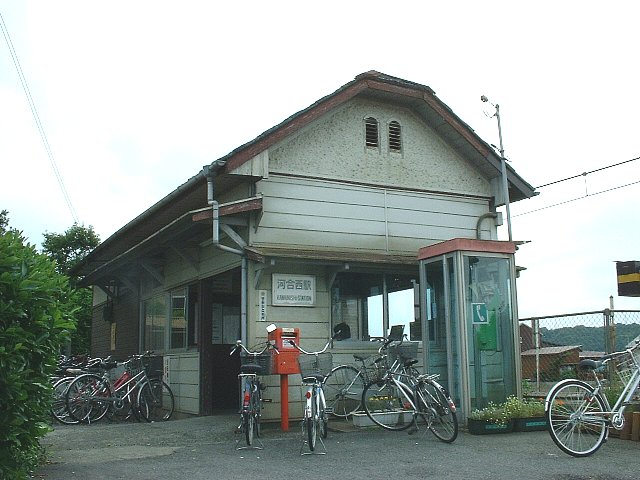
旧駅舎（2004年）

## 駅構造
東側（谷川方面に向かって右側）に単式ホームのある1面1線の地上駅（停留所）になっている。
便所は、かつては男女共用の汲取式であったが、電化にともなう駅舎改築で男女別水洗化され、身体障害者用の便所も設置された。

## 利用状況
1日平均の乗車人員は149人である（2023年度）。
（小野市統計書・兵庫県統計書より）
| 年度 | 1日平均 乗車人員 |
| ---- | ---------------- |
| 1997 | 277              |
| 1998 | 283              |
| 1999 | 276              |
| 2000 | 275              |
| 2001 | 266              |
| 2002 | 269              |
| 2003 | 262              |
| 2004 | 237              |
| 2005 | 246              |
| 2006 | 216              |
| 2007 | 220              |
| 2008 | 207              |
| 2009 | 177              |
| 2010 | 176              |
| 2011 | 181              |
| 2012 | 169              |
| 2013 | 183              |
| 2014 | 175              |
| 2015 | 171              |
| 2016 | 161              |
| 2017 | 156              |
| 2018 | 146              |
| 2019 | 152              |
| 2020 | 141              |
| 2021 | 149              |
| 2022 | 151              |
| 2023 | 149              |

## 駅周辺

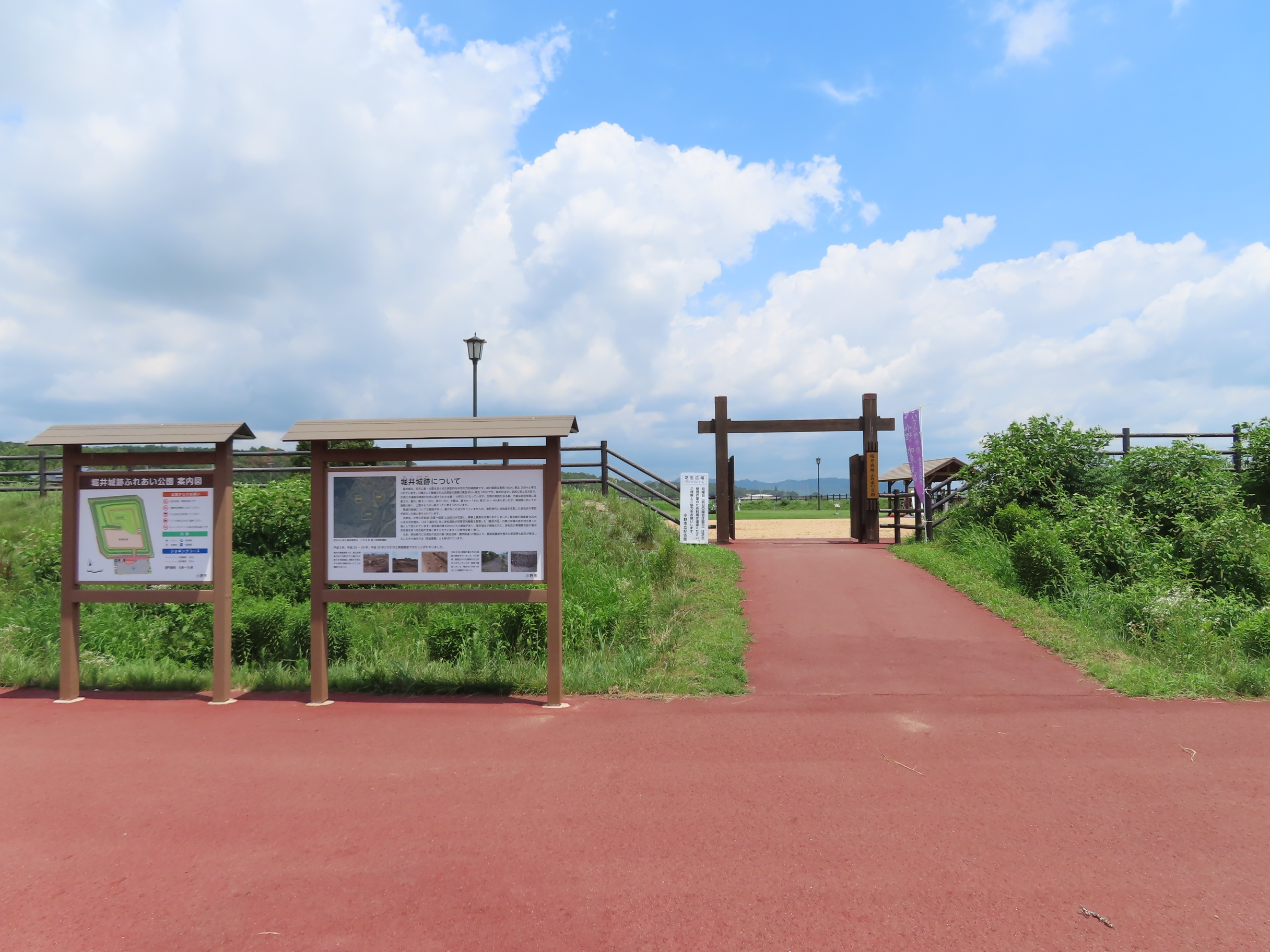
堀井城跡ふれあい公園

- 中央保育所
- 小野市立河合小学校
- 小野市立河合中学校
- 河合運動広場
- 鈴之宮神社
- 堀井城跡ふれあい公園
- 金鑵城遺跡広場（夢の森公園）
- 河合城跡[11]
- 太閤の渡し[3]
- ひまわりの丘公園
- JA兵庫みらい河合支店
- 小野警察署河合駐在所
- 加古川

## 隣の駅
西日本旅客鉄道（JR西日本）
 加古川線
粟生駅 - 河合西駅 - 青野ケ原駅